# Herb okręgu poniewieskiego

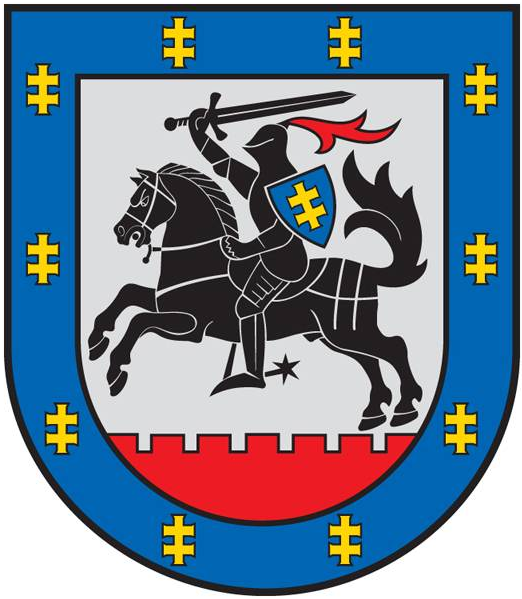
Herb okręgu poniewieskiego

Herb okręgu poniewieskiego przedstawia na tarczy o błękitnym skraju usianym dziesięcioma złotymi podwójnymi krzyżami jagiellońskimi, w polu srebrnym rycerza na czarnym koniu, w czarnej zbroi i takimż szyszaku z czerwonym pióropuszem, z mieczem wzniesionym w prawej ręce, na lewym ramieniu trzymającego tarczę błękitną z podwójnym krzyżem złotym. W podstawie tarczy czerwony blankowany mur.
Herb przyjęty  dekretem prezydenta Litwy Nr 146 z 7 lipca 2004 roku. Autorem herbu jest Rolandas Rimkūnas.
Konny rycerz jest odmienionym godłem z herbu państwowego. Blankowany czerwony mur pochodzi z herbu Upity,  stolicy  dawnego powiatu upickiego,poprzednika obecnego poniewieskiego.